# (6666) Frö
(6666) Frö ist ein Asteroid des Hauptgürtels der am 19. März 1993 von Astronomen der UESAC am La-Silla-Observatorium (Sternwarten-Code 809) der Europäischen Südsternwarte in Chile entdeckt wurde.
Der Asteroid wurde am 20. Juni 1997 nach Freyr (Frø), dem altnordischen Namen des Gottes des Frühlings, des Sommers, des Wohlstands, des Überfluss und der Fruchtbarkeit benannt.